# Шельё
Шелье (фр. Chélieu) — коммуна во Франции, находится в регионе Рона — Альпы. Департамент коммуны — Изер. Входит в состав кантона Вирьё. Округ коммуны — Ла-Тур-дю-Пен.
Код INSEE коммуны — 38098. Население коммуны на 1999 год составляло 522 человека. Населённый пункт находится на высоте от 374 до 607 метров над уровнем моря. Муниципалитет расположен на расстоянии около 440 км юго-восточнее Парижа, 60 км юго-восточнее Лиона, 45 км северо-западнее Гренобля. Мэр коммуны — M. Max Gauthier, мандат действует на протяжении 2001—2008 гг.
Динамика населения (INSEE):